# Witoorpluimbroekje
Het witoorpluimbroekje (Eriocnemis mirabilis) is een endemische vogelsoort uit de familie Trochilidae (kolibries) uit de nevelwouden in de Andes. Deze kolibrie werd in 1967 geldig beschreven door  de Amerikaanse vogelkundige Rodolphe Meyer de Schauensee. Deze kolibrie heeft witte donsveertjes aan de pootjes vandaar de naam pluimbroekje. Het is een bedreigde, endemische vogelsoort in Colombia.

## Kenmerken
De vogel is 8 to 9 cm lang met een donkere rechte snavel. Het pluimbroekje van deze soort is opvallend groot en wit gekleurd met kaneelkleurige randen aan de veertjes. Het mannetje is glanzend groen van boven tot op de borst. De buik is indigoblauw met daaronder rode onderstaartdekveren met een koperkleurige glans. Het vrouwtje is licht van onder met schijfvormige roodbruine vlekken.

## Verspreiding en leefgebied
Deze soort is endemisch in westelijk Colombia. De vogel komt voor in nevelwouden tussen de 2200 en 2440 m boven de zeespiegel in het noorden van het Andesgebergte.

## Status
Het witoorpluimbroekje heeft een zeer klein verspreidingsgebied en daardoor is de kans op uitsterven aanwezig. Het leefgebied wordt aangetast door kleinschalige houtkap waardoor versnippering optreedt en de populatie-aantallen afnemen. De grootte van de populatie werd in 2017 door BirdLife International geschat op 250 tot 1000 volwassen individuen. Om deze redenen staat deze soort als bedreigd op de Rode Lijst van de IUCN.